# Пальчатокоренник остистый
Пальчатокоре́нник остистый или ятры́шник остистый (лат. Dactylorhīza aristata) — многолетнее травянистое растение; вид рода Пальчатокоренник (Dactylorhiza) семейства Орхидные (Orchidaceae).

## Описание
Растение высотой до 60 см. Окраска цветков пурпурная или розовая, редко встречаются растения с белыми цветками. Средняя лопасть губы венчика зубчиковидно заостенная. Листья обычно пятнистые. В диплоидном наборе 40 хромосом. Встречается хвойных лесах, каменноберёзовых лесах и луговых террасах.

## Распространение
Встречается в Японии, Корее, на северо-востоке Китая, российском Дальнем Востоке, на Аляске и Алеутских островах.